# ترافيس غارلاند
ترافيس غارلاند (بالإنجليزية: Travis Michael Garland)‏ هو مغني وعازف بيانو أمريكي، ولد في 26 يوليو 1989.

## وصلات خارجية
- الموقع الرسمي